# Asplenium wrightii
Asplenium wrightii är en svartbräkenväxtart som beskrevs av Eaton och William Jackson Hooker. Asplenium wrightii ingår i släktet Asplenium och familjen Aspleniaceae. Inga underarter finns listade.